# 比韦罗
比韦罗，是西班牙加利西亚自治区卢戈省的一个市镇。 总面积109平方公里，总人口1524人（2001年），人口密度140人/平方公里。

## 友好城市
- 法國 拉尼永